# Мухаммад-Амин (наиб)
Мухаммад-Амин (Асиялав) (также: Магомед-Амин, Магомет-Амин, Мохаммед-Амин, Мохаммед-Эмин, Эмин-Паша, Наиб-Паша, Шейх Мухаммад-Эмин, Эмин-бей) (1818, Гонода, ныне Гунибский район Дагестана — 8 апреля 1901, Армут, Османская империя) — третий наиб, мудир Шамиля в Черкесии. В ноябре 1859 года, через 3 месяца после пленения Шамиля, прекратил сопротивление. Иммигрировал в Османскую империю, где и умер в 1901 году.

## Биография
Родился в 1818 году в аварском ауле Гонода. После смерти отца в 11-летнем возрасте принялся вести скитальческий образ жизни и предался учению. В 1834 или 1835 году поступил мюридом на службу к Шамилю и, ввиду своей образованности, всегда находился при нём. В 1848 году в должности наиба был направлен Шамилём на Северо-Западный Кавказ к черкесским племенам, чтобы возглавить их борьбу против экспансии России.
В 1848 году произошло еще одно событие, значительно повлиявшее на историю Кавказа и общий ход войны. К Шамилю прибыли послы от абадзехов — одного из адыгских народов Северо-Западного Кавказа. Они просили дать им наиба для введения шариата и сплочения народов под знаменем Имамата.
Магомед-Амин учредил там суды, установил шариатские законы и создал постоянное войско. Добивался отмены рабства и феодальной зависимости крестьян. Генерал от инфантерии русской армии и историк Николай Карлгоф в 1860 году писал:

Особенное внимание заслуживает и по справедливости должен занимать первое после Шамиля место Магомед-Амин. Он не может быть поставлен наряду с другими его наибами, а на него должны смотреть как на особого политического деятеля.

Резиденция Мухаммад-Амина находилась в ауле Хаджох. В честь него там названа речка Аминовка.
В 1856 году признал право Российской Империи на владение Кавказом и не оказывал сопротивления русской администрации.
После окончания Крымской войны на Кавказ были направлены значительные силы русских войск. К 1859 году многие адыгские племена были покорены и присягнули на верность России. 20 ноября того же года Мухаммед-Амин вместе с 2 тыс. представителей от абадзехов явился в русский военный лагерь к генерал-лейтенанту Г. И. Филипсону и также принёс присягу на верность императору Александру II.

### Комментарии
1. ↑  возле Бурсы